# Friedrich Ferdinand Heinrich Kruse

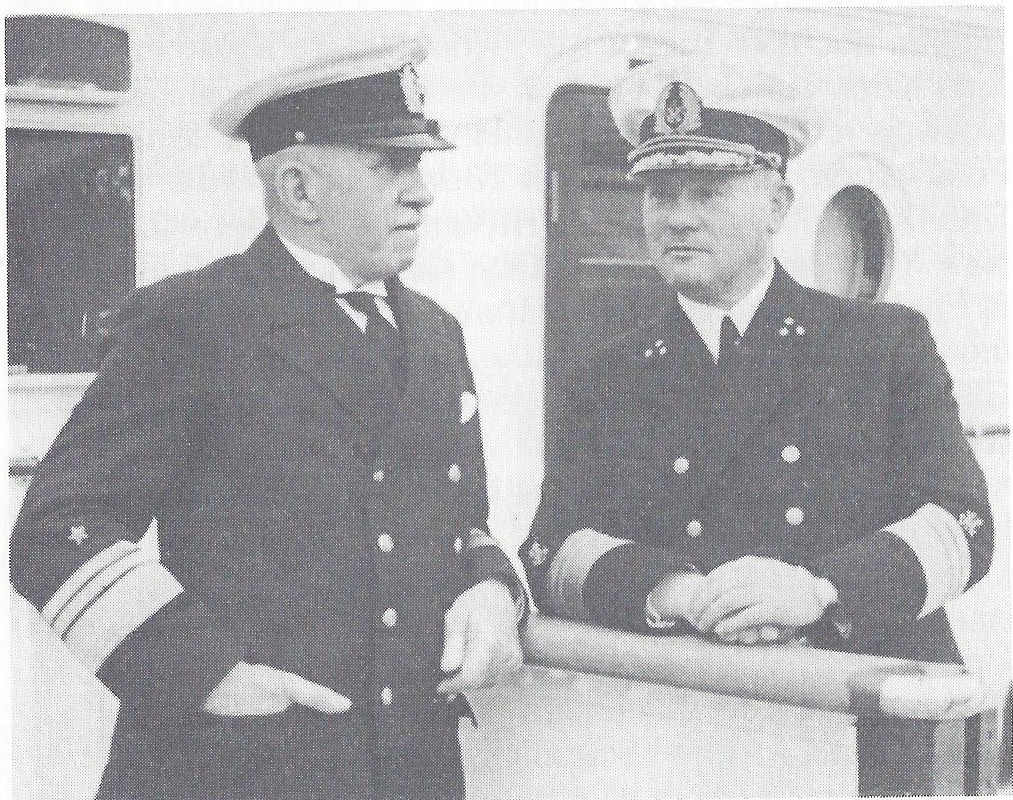
Kommodore Kruse (links) zu Besuch bei seinem Kollegen Ziegenbein auf der Bremen, vor 1935

Friedrich Ferdinand Heinrich Kruse, kurz Fritz Kruse (* 4. Juni 1874 in Stettin; † 28. April 1945) war ein deutscher Kapitän und Marineoffizier. Herausragende Bedeutung kommt Kruse durch seine Stellung als Kommodore der Reederei Hamburg-Amerikanischen Packetfahrt-Actien-Gesellschaft und als Schiffsführer einer Reihe der seinerzeit bekanntesten deutschen Passagierschiffe zu.

## Einzelheiten
Nach dem Besuch der allgemeinbildenden Schulen begann Kruse zur See zu fahren, schloss bereits 1897 die Steuermannsprüfung und nur vier Jahre darauf die Schifferprüfung (Kapitänspatent) ab. Nach dem Ableisten seiner Dienstzeit bei der Kaiserlichen Marine begann Kruse am 5. Dezember 1899 als Vierter Offizier bei der Hapag. Sehr bald darauf wurde er am 2. März 1900 zum Dritten Offizier und schon am 25. Juli desselben Jahres zum Zweiten Offizier befördert. Nach dem erneuten Besuch der Schifferschule in Stettin wurde Kruse 1903 Erster Offizier und erhielt schließlich am 9. Januar 1913 sein erstes Kommando als Kapitän des Dampfers Suevia. Bald darauf führte Kruse sein erstes Passagierschiff, die Cleveland.
Im Ersten Weltkrieg diente Kruse unter anderem als Kommandant von Sperrbrechern und wurde am 15. Dezember 1918 als Kapitänleutnant der Reserve entlassen. Am 19. Juli 1921 erhielt er die Charge als Korvettenkapitän der Reserve. In der Aufbauphase nach dem Weltkrieg folgten Fahrzeiten auf verschiedenen Hapag-Schiffen und am 1. Juli 1933 ernannte ihn seine Reederei zum Kommodore. Als solcher führte er die New York, mit der er in der Nacht des 18. auf den 19. Dezember 1934 die Rettung des im Sturm im Nordatlantik in Seenot geratenen norwegischen Dampfers Sisto leitete, was ihm mit seiner Besatzung internationales Ansehen einbrachte. Aufgrund dessen begrüßte Adolf Hitler Kruse, dessen Besatzung und die 16 geretteten norwegischen Seeleute bei ihrer Heimkehr und hielt anschließend eine Rede auf dem Promenadendeck des Schiffes. Außer der New York im Nordatlantik-Liniendienst führte Kruse in den 1930er Jahren noch die Reliance und die Resolute auf mehreren Weltreisen. 1938 ging Kruse in Pension. Er starb kurz vor dem Ende des Zweiten Weltkriegs am 28. April 1945.